# Championnat de République tchèque de hockey sur glace 2004-2005
Saison précédente Saison suivante
La saison 2004-2005 est la douzième saison des championnats de hockey sur glace de République tchèque : l’Extraliga, la première division, la 1. liga, second échelon, la 2. liga, troisième division et des autres divisions inférieures.

## Saison régulière
| Place | Équipe                  | PJ | V  | VP | N | DP | D | BP  | BC  | Pts |
| ----- | ----------------------- | -- | -- | -- | - | -- | - | --- | --- | --- |
| 1er   | HC Hamé Zlín            | 52 | 31 | 2  | 4 | 12 | 3 | 145 | 102 | 104 |
| 2e    | HC Sparta Prague        | 52 | 29 | 4  | 5 | 12 | 2 | 164 | 106 | 102 |
| 3e    | HC Moeller Pardubice    | 52 | 29 | 2  | 2 | 15 | 4 | 185 | 130 | 97  |
| 4e    | HC Slavia Prague        | 52 | 29 | 3  | 1 | 16 | 3 | 164 | 127 | 97  |
| 5e    | HC Bílí Tygři Liberec   | 52 | 25 | 7  | 3 | 16 | 1 | 149 | 121 | 93  |
| 6e    | HC Rabat Kladno         | 52 | 26 | 1  | 4 | 21 | 0 | 146 | 136 | 84  |
| 7e    | HC Vítkovice Steel      | 52 | 22 | 3  | 6 | 19 | 2 | 136 | 126 | 80  |
| 8e    | HC Chemopetrol Litvínov | 52 | 22 | 1  | 4 | 23 | 2 | 146 | 140 | 74  |
| 9e    | HC Lasselsberger Plzeň  | 52 | 21 | 1  | 5 | 21 | 4 | 134 | 139 | 74  |
| 10e   | HC Energie Karlovy Vary | 52 | 20 | 2  | 5 | 25 | 0 | 134 | 136 | 69  |
| 11e   | HC Znojemští Orli       | 52 | 18 | 2  | 3 | 24 | 5 | 137 | 163 | 66  |
| 12e   | Vsetínská hokejová      | 52 | 15 | 2  | 4 | 30 | 1 | 118 | 166 | 54  |
| 13e   | HC Oceláři Třinec       | 52 | 10 | 3  | 5 | 29 | 5 | 102 | 163 | 46  |
| 14e   | HC Dukla Jihlava        | 52 | 6  | 0  | 5 | 40 | 1 | 90  | 195 | 24  |

### Statistiques individuelles
- Meilleur buteur : Jaroslav Balaštík (HC Hamé Zlín), 30 buts.
- Meilleur passeur : Petr Leška (HC Hamé Zlín), 38 assistances.
- Meilleur pointeur : Michal Mikeska (HC Moeller Pardubice) : 55 points, 21 buts et 34 assistances.
- Meilleur gardien : Tomáš Pöpperle (HC Sparta Prague)

## Séries éliminatoires
|  | Quarts de finale      | Quarts de finale   |                      |   | Demi-finales | Demi-finales |  |  | Finale | Finale |
|  | Quarts de finale      | Quarts de finale   |                      |   | Demi-finales | Demi-finales |  |  | Finale | Finale |
|  |                       |                    |                      |   |              |              |  |  |        |        |
|  |                       |                    |                      |   |              |              |  |  |        |        |
|  |                       |                    |                      |   |              |              |  |  |        |        |
|  | HC Moeller Pardubice  | 4                  |                      |   |              |              |  |  |        |        |
|  | HC Moeller Pardubice  | 4                  |                      |   |              |              |  |  |        |        |
|  | HC Rabat Kladno       | 3                  |                      |   |              |              |  |  |        |        |
|  | HC Rabat Kladno       | 3                  | HC Moeller Pardubice | 4 |              |              |  |  |        |        |
|  |                       |                    | HC Moeller Pardubice | 4 |              |              |  |  |        |        |
|  |                       | Bílí Tygři Liberec | 1                    |   |              |              |  |  |        |        |
|  | HC Bílí Tygři Liberec | Bílí Tygři Liberec | 1                    | 4 |              |              |  |  |        |        |
|  | HC Bílí Tygři Liberec |                    |                      | 4 |              |              |  |  |        |        |
|  | HC Slavia Prague      | 3                  |                      |   |              |              |  |  |        |        |
|  | HC Slavia Prague      | 3                  | HC Moeller Pardubice | 4 |              |              |  |  |        |        |
|  |                       |                    | HC Moeller Pardubice | 4 |              |              |  |  |        |        |
|  |                       | HC Hamé Zlín       | 0                    |   |              |              |  |  |        |        |
|  | HC Hamé Zlín          | HC Hamé Zlín       | 0                    | 4 |              |              |  |  |        |        |
|  | HC Hamé Zlín          |                    |                      | 4 |              |              |  |  |        |        |
|  | HC Litvínov           | 2                  |                      |   |              |              |  |  |        |        |
|  | HC Litvínov           | 2                  | HC Hamé Zlín         | 4 |              |              |  |  |        |        |
|  |                       |                    | HC Hamé Zlín         | 4 |              |              |  |  |        |        |
|  |                       | HC Vítkovice       | 3                    |   |              |              |  |  |        |        |
|  | HC Vítkovice          | HC Vítkovice       | 3                    | 4 |              |              |  |  |        |        |
|  | HC Vítkovice          |                    |                      | 4 |              |              |  |  |        |        |
|  | HC Sparta Prague      | 1                  |                      |   |              |              |  |  |        |        |
|  | HC Sparta Prague      | 1                  |                      |   |              |              |  |  |        |        |

### Finale
| Date          | Lieu                            | Locaux               | Visiteurs            | Score |
| ------------- | ------------------------------- | -------------------- | -------------------- | ----- |
| 5 avril 2005  | Zlín, Zimní stadion Luďka Čajky | HC Hamé Zlín         | HC Moeller Pardubice | 2 : 4 |
| 6 avril 2005  | Zlín, Zimní stadion Luďka Čajky | HC Hamé Zlín         | HC Moeller Pardubice | 1 : 4 |
| 9 avril 2005  | Pardubice, ČEZ Aréna            | HC Moeller Pardubice | HC Hamé Zlín         | 2 : 0 |
| 10 avril 2005 | Pardubice, ČEZ Aréna            | HC Moeller Pardubice | HC Hamé Zlín         | 3 : 2 |

### Effectif du HC Moeller Pardubice
| Gardiens de but | Ján Lašák, Jaroslav Kameš |
| Défenseurs      | David Havíř, Andrej Novotný, Jan Snopek, Petr Čáslava, Michal Rozsíval, Petr Mudroch, Tomáš Pácal, Tomáš Linhart                                                                                               |
| Attaquants      | Aleš Hemský, Petr Průcha, Jan Bulis, Michal Mikeska, Milan Hejduk, Petr Koukal, Tomáš Blažek, Tomáš Divíšek, Petr Sýkora, Jiří Dopita, Lubomír Korhoň, Tomáš Rolinek, Ľubomír Pištek, Michal Tvrdík, Jan Kolář |
| Entraîneurs     | Vladimír Martinec, Jiří Šejba |

## Barrage de promotion-relégation
| Date         | Lieu                           | Locaux              | Visiteurs           | Score        |
| ------------ | ------------------------------ | ------------------- | ------------------- | ------------ |
| 18 mars 2005 | Jihlava, Horácký zimní stadion | HC Dukla Jihlava    | HC České Budějovice | 5 : 1        |
| 19 mars 2005 | Jihlava, Horácký zimní stadion | HC Dukla Jihlava    | HC České Budějovice | 0 : 5        |
| 22 mars 2005 | České Budějovice, Budvar Arena | HC České Budějovice | HC Dukla Jihlava    | 3 : 2 (a.p.) |
| 23 mars 2005 | České Budějovice, Budvar Arena | HC České Budějovice | HC Dukla Jihlava    | 4 : 0        |
| 26 mars 2006 | Jihlava, Horácký zimní stadion | HC Dukla Jihlava    | HC České Budějovice | 2 : 4        |

HC Dukla Jihlava est relégué en 1. liga lorsque České Budějovice accède à l'Extraliga.